# Libro de horas de Juana de Castilla

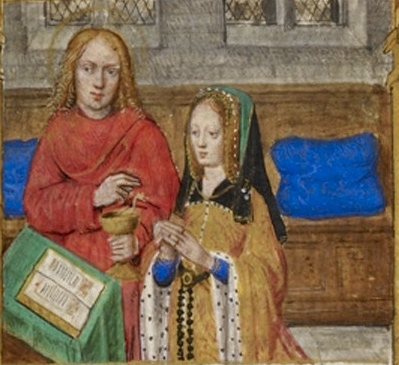
Juana junto a San Juan Evangelista, f. 288 (detalle de la miniatura a toda página).

El Libro de horas de Juana I de Castilla, también conocido como Libro de horas de Juana la Loca o Las Muy Ricas Horas de Juana I de Castilla, es un códice profusamente iluminado conteniendo un libro de horas. Fue realizado en Brujas para Juana I de Castilla entre 1496 y 1506. Forma parte de la colección de la Biblioteca Nacional Británica en Londres (BL Add. Ms 18852).

## Historia
Posiblemente el libro fuera un regalo de bodas entregado por su esposo Felipe como se conmemora al incluir sus armas y su lema con un borde alrededor de la primera miniatura donde se retrata a Juana. (fol. 26r). Los escudos de Felipe y Juana están unidos por un nudo de amor, entrelazados con las letras P e I (Felipe e Iohanna). En la misma miniatura, el santo de Juana, Juan el Bautista, sostiene el cordero místico, símbolo de Cristo inmolado, junto a Juana y, al hacerlo, promueve su papel como esposa cristiana. En la cenefa se representa el lema de cada uno, junto con su escudo de armas. Los detalles heráldicos han sido diseñado como una "firma". Los lemas de Felipe, Qui vouldra (El que desea),  y de Juana, Je le veus (Lo quiero), sirven al mismo propósito.
El libro de horas de Juana permaneció en su poder hasta su muerte cuando aún figuraba en el inventario de sus bienes:

Otro libro chiquito de pargamino de mano mediano de muchas ystorias e iluminaciones la primera ystoria es de como pecaron adan e heba e fueron hechados de parayso comiença speculum consçiencia e tiene las coberturas de terciopelo carmesi

El hecho de conservar este libro de horas durante más de 50 años no es de por sí un indicador de que Juana considerara este libro importante por su contenido, pero, sin embargo, su presencia en el inventario sugiere que, al menos, lo valoraba como un regalo de su marido, como un objeto precioso, como un libro de oraciones, o como una combinación de todo lo anterior.

## Descripción
Escrito completamente en latín, el original mide 110 x 80 mm y la caja de escritura ocupa unos 105 x 73 mm. Contiene 422 folios de pergamino al que le faltarían otros 9 (5 al principio y 4 al final). Se elaboró entre 1486-1506, elaborado con oro, piedras preciosas y terciopelo de seda.
Lleva su retrato en miniatura (fols. 26r y 288r), su escudo de armas, lemas y une las iniciales de Juana y Felipe I el Hermoso, su marido (fol. 26r).
Destaca su oficio dedicado al ángel de la guarda, un culto habitual en España pero inusual en el norte de Europa donde Juana vivió como archiduquesa y donde se elaboró este libro. Además a San Miguel Arcángel se le otorga una miniatura a página completa frente a Juana, acompañada en su oración por su santo advocatorio, Juan el Bautista, y su ángel de la guarda (fol. 25v).